# GSLV
GSLV（英語: Geosynchronous Satellite Launch Vehicle, GSLV）とは、インド宇宙研究機関 (ISRO) が開発した使い捨て型の静止衛星打ち上げロケットである。

## 歴史
GSLV計画は1990年に静止衛星の打ち上げ能力の獲得を目的として開始された。当時のインドはソビエト連邦に大型衛星の打ち上げを依存していた。
第1段のS125/S139固体燃料モーター、第2段およびブースターに用いられるヴィカース液体燃料エンジン等の主要コンポーネントはPSLVから受け継がれた。
その一方、第3段エンジンはロシアからの調達が決定し、1991年にはロシアとの間でエンジンの技術移転を含む調達契約が結ばれた。しかし、翌1992年にアメリカ合衆国がミサイル技術管理レジーム (MTCR) に基づきロシアからのインドへの技術移転に異議を唱えた為、契約は撤回された。

結果として、技術移転を伴わない7基のKVD-1上段および1基のモックアップの引き渡しが再契約された。
最初のGSLV-MkIの打ち上げは2001年4月18日に行われた。
GSLV-MkIは3段目にロシア製の液体水素エンジンを搭載していたが、GSLV-MkIIではインドが開発したエンジンへ変更されることとなり、
2014年1月5日に国産エンジンを搭載したGSLV-MkIIによる衛星打ち上げに成功した。インドは1994年から極低温上段プロジェクトを開始し、3段目の国産化に努めていた。。

## 構成と諸元
GSLVはPSLVに高推力の液体燃料ロケットブースターと低温液体燃料ロケットの第3段を加える事で打ち上げ能力を向上させた三段式のロケットである。第1段は固体燃料ロケットで第2段は自己着火性推進剤を使用する液体燃料ロケットである。これらはPSLVから受け継がれた要素である。第3段にはGSLV-MkIではロシア製エンジン、現用のGSLV-MkIIでは独自に開発された低温燃料ロケットエンジンを使用している。
4基の液体燃料ブースターは第1段コアステージを囲むように取り付けられている。このブースターはコアステージよりも長く燃焼し、投棄の際はコアステージに固結されたまま第2段から分離される。そのためGSLVは役目を終えたコアステージモーターケースを抱えながら飛行するという、極めて特殊な構成をとるロケットである。
GSLV-MkIIは低軌道へ5000 kg、傾斜角18°の静止トランスファー軌道へ2500 kgの衛星を投入できる。

### 主要諸元一覧
| 段数                       | ブースター L40H          | 第1段 S139                                     | 第2段 L37.5H | 第3段 C15                   |
| -------------------------- | ------------------------ | ---------------------------------------------- | ------------ | --------------------------- |
| 使用エンジン               | ヴィカース2              | S139                                           | ヴィカース4  | KVD-1                       |
| 推進薬                     | N2O4/UH25                | ポリブタジエン系 コンポジット固体推進薬 (HTPB) | N2O4/UH25    | 液体酸素 液体水素 (LOX/LH2) |
| 推力                       | 763 kN (4基、計3,052 kN) | 4,768 kN                                       | 799 kN       | 73.5 kN                     |
| 比推力                     | 262 秒                   | 237 秒                                         | 295 秒       | 460 秒                      |
| 有効燃焼時間               | 148 秒                   | 107 秒                                         | 137 秒       | 838 秒                      |
| 各段全長                   | 19.7 m                   | 20.1 m                                         | 11.6 m       | 9.8 m                       |
| 外径                       | 2.1 m                    | 2.8 m                                          | 2.8 m        | 2.8 m                       |
| 質量                       | 47.8 t                   | 161.1 t                                        | 44.3 t       | 17.9 t                      |
| 推進薬質量                 | 42.7 t                   | 138.1 t                                        | 39.5 t       | 15.2 t                      |
| 全長                       | 51.3 m                   | 51.3 m                                         | 51.3 m       | 51.3 m                      |
| 全体質量                   | 418.5 t                  | 418.5 t                                        | 418.5 t      | 418.5 t                     |
| 静止トランスファ軌道 (GTO) | 2,310 kg                 | 2,310 kg                                       | 2,310 kg     | 2,310 kg                    |

| 段数                       | ブースター L40H          | 第1段 S139                                     | 第2段 GL40  | 第3段 CUS15                 |
| -------------------------- | ------------------------ | ---------------------------------------------- | ----------- | --------------------------- |
| 使用エンジン               | ヴィカース2              | S139                                           | ヴィカース4 | CE-7.5                      |
| 推進薬                     | N2O4/UH25                | ポリブタジエン系 コンポジット固体推進薬 (HTPB) | N2O4/UH25   | 液体酸素 液体水素 (LOX/LH2) |
| 推力                       | 763 kN (4基、計3,052 kN) | 4,768 kN                                       | 799 kN      | 75 kN                       |
| 比推力                     | 262 秒                   | 237 秒                                         | 295 秒      | 454 秒                      |
| 有効燃焼時間               | 149 秒                   | 107 秒                                         | 149 秒      | 846 秒                      |
| 各段全長                   | 19.7 m                   | 20.2 m                                         | 11.9 m      | 9.9 m                       |
| 外径                       | 2.1 m                    | 2.8 m                                          | 2.8 m       | 2.8 m                       |
| 質量                       | 47.7 t                   | 160.9 t                                        | 47.3 t      | 17.6 t                      |
| 推進薬質量                 | 42.7 t                   | 132.2 t                                        | 42.2 t      | 15.0 t                      |
| 全長                       | 50.9 m                   | 50.9 m                                         | 50.9 m      | 50.9 m                      |
| 全体質量                   | 421 t                    | 421 t                                          | 421 t       | 421 t                       |
| 静止トランスファ軌道 (GTO) | 2,250 kg                 | 2,250 kg                                       | 2,250 kg    | 2,250 kg                    |

ブースター
直径2.1 mの液体燃料ロケットであり、最初の打上であるGSLV-MkI D1ではL40ブースターを、以降の打上ではより高圧のエンジンを搭載したL40Hブースターを4基使用している。このブースターは第2段L37.5の改良型であり、42.7 tの自己着火性推進剤 (N2O4/UH25) がターボポンプでエンジンへ供給され、1基あたり760 kNの推力で150秒間燃焼する。推進剤は独立した直径2.1mのタンクに貯蔵される。ジンバルによって制御される。
第1段
直径2.8 mのM250高張力鋼製、固体燃料ロケットである。最初の打上であるGSLV-MkI D1ではS125モーターを、以降の打上ではより大型のS139モーターを使用している。S125は推進剤125 t/燃焼時間100 秒、S139 は推進剤139 t/燃焼時間109 秒で、最大4,700 kNの推力を生み出す。ブースターに飛行制御を依存しているが、オプションで二次噴射装置を利用可能である。投棄時は2段目エンジンの点火後、FLSC接手の爆破により分離される。
第2段
直径2.8 mの液体燃料ロケットでヴィカースエンジンを動力として、約800 kNの推力を出す。自己着火性推進剤を、L37.5Hで39.5 t、GL40で42.2 t使用する。2つのアルミニウム合金製の貯蔵タンクは共通の仕切りで区切られる。ブースターのシャットダウン前に点火することでアレッジモーターを省いている。ピッチ、ヨー制御はジンバル、ロール制御はコールドスラスタにより行われる。第3段とは作動時の衝撃が比較的小さいマルマンクランプ方式の分離接手により接続されている。
第3段
直径2.8 mの液体燃料ロケットである。GSLV-MkIではロシア製のKVD-1、Mk IIではインド国産のCE-7.5エンジンを搭載している。いずれも液体酸素および液体水素 (LOX/LH2) を用いる二段燃焼エンジンである。しかし、2010年4月のMk IIの初打ち上げは、CE-7.5の燃料ターボポンプ故障により失敗に終わった。後の2014年1月の打ち上げで初の成功を収めた。
このステージは再点火可能であり、フライトコンピュータと慣性誘導装置、テレメータ用Sバンドアンテナ、追跡用Cバンドトランスポンダを搭載している。制御は旋回可能な2基のバーニアによる。GSLV-Mk IIのCUS12で12.8 t、CUS15で15 tの推進剤を使用する。
第4段（オプション）
PSLV第4段に類似したPAM-G上段ステージをオプションとして利用できる。

## 型式

### GSLV Mk I (a)
S-125を第1段として使用する。GTOに1,500 kgの打ち上げ能力を持つ。運用終了。

### GSLV Mk I (b)
S-139を第1段、L40Hを液体燃料ブースター、L37.5Hを第2段として使用する。これ以降、液体燃料ブースターと第2段の燃料がUH 25に変更された。GTOに1,900 kgの打ち上げ能力を持つ。運用終了。

### GSLV Mk I (c)
推進剤が15tに増量されたC15を第3段として使用する。運用終了。

### GSLV Mk II
国産極低温エンジンを搭載したCUS12を第3段として使用する。GTOに2,200kgの打ち上げ能力を持つとされる。以前 (GSLV-MkI) はロシア製の低温燃料エンジンを使用していた。運用中。
2021年8月12日、地球観測衛星EOS-03の打ち上げに使用されたが、3段目の点火に失敗して墜落。

### GSLV Mk IIA
国産極低温エンジンを搭載したCUS15を第3段として使用する。GTOに2,350kgの打ち上げ能力を持つ。運用中。

### GSLV Mk IIC
PAM-Gを第4段として使用する。中軌道への測位衛星の打ち上げを想定しているが、静止軌道へ955kgの衛星を直接投入することも可能とされる。開発中。

### LVM3
当初はGSLV-MkIIIとして開発された後継機。2014年12月に試験機の打ち上げ、弾道飛行に成功。2017年6月には人工衛星の打ち上げにも成功。4500から5000kgのINSAT-4級の大型の静止通信衛星の打ち上げや有人打上げを目的としている。

## 打ち上げ実績
| 打上回数 | 機体番号 | 型式     | 打ち上げ日時 (UTC)   | 発射台番号     | ペイロード       | ペイロード重量 | 軌道 | 結果       | 備考 |
| -------- | -------- | -------- | -------------------- | -------------- | ---------------- | -------------- | ---- | ---------- | --- |
| 1        | D1       | Mk I (a) | 2001年4月18日 10:13  | SDSC 第1発射台 | GSAT-4           | 1,540 kg       | GTO  | 部分的失敗 | 試験機。第3段の不具合により衛星は計画よりも低い軌道に投入された。衛星は自力でGTOに入ったが、推進剤の不足により静止軌道への投入には至らなかった。                                         |
| 2        | D2       | Mk I (a) | 2003年5月8日 11:28   | SDSC 第1発射台 | GSAT-2           | 1,825 kg       | GTO  | 成功       | 試験機、初の成功。 |
| 3        | F01      | Mk I (b) | 2004年9月20日 10:31  | SDSC 第1発射台 | EDUSAT           | 1,950 kg       | GTO  | 成功       | 運用機初飛行。 |
| 4        | F02      | Mk I (b) | 2006年7月10日 12:08  | SDSC 第2発射台 | INSAT-4C         | 2,168 kg       | GTO  | 失敗       | 予定軌道から逸脱したためロケット・衛星の双方をベンガル湾上空で指令破壊。 |
| 5        | F04      | Mk I (b) | 2007年9月2日 12:51   | SDSC 第2発射台 | INSAT-4CR        | 2,160 kg       | GTO  | 部分的失敗 | 誘導装置の不具合により計画よりも低い軌道に投入された。2,160kgのペイロードをGTOに投入。軌道修正に燃料を消費したものの予定されていた10年間の運用寿命を確保した。                           |
| 6        | D3       | Mk II    | 2010年4月15日 12:57  | SDSC 第2発射台 | GSAT-4           | 2,220 kg       | GTO  | 失敗       | Mk II試験機。ISROが開発した第3段エンジンCE-7.5を搭載した最初の機体。CE-7.5の燃料ターボポンプ故障により軌道投入に失敗                                                                     |
| 7        | F06      | Mk I (c) | 2010年12月25日 10:34 | SDSC 第2発射台 | GSAT-5P          | 2,310 kg       | GTO  | 失敗       | 第1段エンジン燃焼中に液体ブースターが制御不能になりコースを外れる。打ち上げ47秒後に指令爆破された。                                                                                      |
| 8        | D5       | Mk II    | 2014年1月5日 10:48   | SDSC 第2発射台 | GSAT-14          | 1,982 kg       | GTO  | 成功       | Mk II試験機。当初、2013年8月19日に打上げを予定していたが、打上げ直前に約750kgのUH25燃料が第2段から漏れ出したため中止。第2段と4基の液体ブースターは全て新しいものと交換することになった。 |
| 9        | D6       | Mk II    | 2015年8月27日 11:22  | SDSC 第2発射台 | GSAT-6           | 2,117 kg       | GTO  | 成功       | Mk II試験機。 |
| 10       | F05      | Mk II    | 2016年9月8日 11:20   | SDSC 第2発射台 | INSAT-3DR        | 2,211 kg       | GTO  | 成功       | Mk II運用機初飛行。 |
| 11       | F09      | Mk II    | 2017年5月5日 11:27   | SDSC 第2発射台 | GSAT-9           | 2,230 kg       | GTO  | 成功       | |
| 12       | F08      | Mk II    | 2018年3月29日 11:26  | SDSC 第2発射台 | GSAT-6A          | 2,140 kg       | GTO  | 成功       | 第2段のエンジンを改良型のHTVE(高推力ヴィカース)へ変更。また第2段のジンバル制御用アクチュエータを電気油圧式から電気機械式へ変更。打上は成功したがGSO投入寸前に衛星との通信が途絶。        |
| 13       | F11      | Mk IIA   | 2018年12月19日 10:40 | SDSC 第2発射台 | GSAT-7A          | 2,250 kg       | GTO  | 成功       | 第3段を大型のCUS15へ変更。 |
| 14       | F10      | Mk IIA   | 2021年8月12日 00:13  | SDSC 第2発射台 | GISAT-1 / EOS-03 | 2,268 kg       | GTO  | 失敗       | 第3段がコントロールを失い、墜落。 |

## 競合するロケット
- アリアン3
- デルタ II
- ソユーズ-U